# 宇野なおみ
宇野 なおみ（うの なおみ、1989年8月26日 - ）は、日本の女優で、元子役。ライター。通訳。さかがみ企画所属。

## 来歴
東京都出身で、父はフリーアナウンサーの宇野和男、姉は女優で声優の宇野あゆみである。
姉の影響で演技を始め、1996年に舞台『マダム・バタフライ』で子役として初舞台を踏む。舞台『おしん』で演技を評価され、1998年からテレビドラマ『渡る世間は鬼ばかり』に「野々下加津」役でレギュラーとして出演する。長セリフをNGを出さずに難なくこなし、天才子役として称賛されて耳目を集める。
東京都立六本木高等学校に在学中の2007年2月3日に『第39回関東地区高等学校定時制通信制高等学校英語レシテーション・コンテスト』で、課題文 “The Fall of Freddy the Leaf” で3位に入賞したが、1年のうち9か月が芸能の仕事に忙殺され、高等学校卒業程度認定試験に合格して早稲田大学文化構想学部へ進学し、卒業後はバンクーバーへ留学した。
20代の頃は、芝居を続けながらフリーランスで、英語力を活かしての通訳と翻訳、接客のアルバイト、展覧会のツアーガイド、邦楽器のイベントのMCなど様々な仕事をしていたが、その後全身に蕁麻疹が出るようになったことに悩まされて仕事をすべてキャンセルするまでになってしまい、「何とか在宅でもできる仕事を見つけたい」と思っていたところで、橋田壽賀子から言われた「あなたはいつか書くわよ」という言葉を思い出し、元々書くことは大好きだということで、ライターをやってみたいと思い立ってライター業に乗り出す。
現在は女優業を一旦休止し、ライター業を軸に通訳と翻訳の仕事も務める。

## 主な出演

### テレビドラマ
- 渡る世間は鬼ばかり（1998年 - 2011年、TBS） - 野々下加津 役
- 連続企業爆破テロ 40年目の真実（2015年5月22日、フジテレビ） - 浴田由紀子 役

### 映画
- 蓮如物語（1998年）
- ホーホケキョ となりの山田くん（1999年） - 声（のの子）
- それでも花は咲いていく「ヒヤシンス」（2011年） - 現実の酒井メグミ 役

### 舞台
- マダム・バタフライ（1996年）
- 放浪記（1996年・1999年、芸術座） - 行商人の子 役
- おしん（1999年、中日・飛天） - おしん 役
- ちょいといいかな、女たち（2003年・2005年、芸術座・名鉄ホール） - 佳奈 役
- 渡る世間は鬼ばかり～舞台版～（明治座・芸術座） - 野々下加津 役
- 喜和（2005年、 名鉄ホール） - 菊 役
- 頭痛肩こり樋口一葉（2009年、南座） - 邦子 役
- オサエロ（2011年、アクアスタジオ） -  ヒロイン・夏子 役
- ザ・ランド・オブ・レインボウズ（2013年、天才劇団バカバッカ、六行会ホール） - 佐田 役
- 独占!女の70分（2014年、秘密結社ブランコ、ムーブ町屋） - 佐保 役・かず 役
- PLAY COMIC STORYs（2014年、明石スタジオ） - 中林明菜 役・青山雪絵 役

### バラエティ
- 有吉反省会（2015年6月27日、日本テレビ）
- ウチ、"断捨離"しました!（2023年12月12・19日、BS朝日）

### 吹き替え
- 幸福路のチー（2019年） - 小学校の教師 役[6]